# Tupalî, Turiisk
Tupalî (în ucraineană Тупали) este un sat în comuna Mîleanovîci din raionul Turiisk, regiunea Volînia, Ucraina.

## Demografie
Componența lingvistică a localității Tupalî
     Ucraineană (99,47%)
     Alte limbi (0,53%)
Conform recensământului din 2001, majoritatea populației localității Tupalî era vorbitoare de ucraineană (99,47%), existând în minoritate și vorbitori de alte limbi.